# 21580 Portalatin
21580 Portalatin (tên chỉ định: 1998 SY57) là một tiểu hành tinh vành đai chính. Nó được khám phá thông qua Chương trình nghiên cứu đối tượng gần Trái Đất của đài thiên văn Lowell ở Anderson Mesa Station ở Coconino County, Arizona, ngày 17 tháng 9 năm 1998. Nó được đặt theo tên Wilfredo Portalatin, a technician và telescope operator ở Arecibo Observatory.